# 아르비 엘 마트리
아르비 엘 마트리(Arbi El Matri, العربي الماطري)는 튀니지의 음악가로 본명은 아르비 야쿠비(Arbi Yacoubi, العربي اليعقوبي)이다. 대표곡으로 Chaglaba가 있다.
엘 마트리는 2000년 6월 어린이를 폭행, 살해한 혐의로 체포되었으며, 2001년 2월 26일에 사형을 선고받았다. 당시 이 사건은 6개월이 넘는 기간 동안 튀니지의 대중 매체의 지면을 장식했다.
- (프랑스어) Lettre de l'abolition 제1호